# إدوارد ن. ألين
إدوارد ن. ألين هو سياسي أمريكي، ولد في 18 أبريل 1891 في هارتفورد في الولايات المتحدة، وتوفي في 14 نوفمبر 1972. نشط حزبياً في الحزب الجمهوري. وقد انتخب عضو مجلس ولاية كونيتيكت ‏.